# Henri François Rudolf Hubrecht
Henri François Rudolf Hubrecht (Vlaardingen, 15 september 1844 - Amsterdam, 1 augustus 1926) was een Nederlands ondernemer, politicus en bestuurder.

## Jeugd en opleiding
Henri François Rudolf Hubrecht was een zoon van de ambtenaar Josias Johan Hubrecht en jonkvrouw Louise Rudolphine Julie van Alphen, die al overleed toen hij pas drie jaar was. Zijn vader hertrouwde met Sabina Wilhelmina Verster, en hij had een zus en een halfzus. Na de lagere school in Vlaardingen en Leiden en de technische school in Utrecht, studeerde Hubrecht scheikunde aan de Rijksuniversiteit Groningen, waarna hij zijn studie afrondde met een promotie (1864) aan de Universiteit van Heidelberg.

## Carrière
Na zijn studie werd Hubrecht docent aan de technische school en Hogereburgerschool, waarna hij twintig jaar directeur was van de nieuw opgerichte Openbare Handelsschool in Amsterdam (1868-1888). Hij was secretaris en mede-oprichter van een verbond dat zich uitsprak tegen de dagbladzegel, welke in 1869 uiteindelijk succes had met de afschaffing van de belasting. Daarnaast was hij directeur bij de Amstel-Hotel Maatschappij (vanaf 1872) en partner in een administratiekantoor. In 1888 zei hij de handelsschool vaarwel, en werd hij oprichter en directeur van de Nederlandsche Bell-Telephoon Maatschappij (1888-1896), waarmee hij de telefonie in Nederland wilde introduceren.
Hubrecht richtte zowel het aardrijkskundig genootschap (1873) als de Vereeniging voor Handelsonderwijs op. Op zijn initiatief stelde de regering ook de Commissie voor de consulaire examens in, waar hij tot 1923 lid van zou blijven (en uiteindelijk ook voorzitter).

## Politiek
Hubrecht was actief betrokken bij (en uiteindelijk voorzitter van) de Amsterdamse liberale kiesverenigingen "Burgerplicht" en "Vooruitgang". Van 1898 tot 1923 was hij lid van de Provinciale Staten van Noord-Holland, waarvan de laatste vijf jaar tevens als lid van de Gedeputeerde Staten. Na enkele malen een kandidatuur geweigerd te hebben, stelde hij zich in 1901 kandidaat en werd hij gekozen als lid van de Tweede Kamer der Staten-Generaal, waar hij zich aansloot bij de Vooruitstrevend-liberale Kamerclub (1902-1905) en de Liberale Unie. Tussen 1909 en 1911 was hij lid van de Staatscommissie-Kraus inzake de toegang van Nederland door het Noordzeekanaal. In de Kamer sprak hij slechts zelden, vooral over de PTT (gezien zijn verleden bij de telefoonmaatschappij), consulaten en scheepvaartzaken.
Hubrecht had interesse in de Nederlandse koloniale betrokkenheid. Zo was hij betrokken bij de koloniale wereldtentoonstelling van 1883 in Amsterdam en richtte hij in 1910 mede het Koloniaal instituut op.
Hubrecht werd in 1905, 1909, 1913 en 1917 herkozen, maar in 1918 (met de introductie van evenredige vertegenwoordiging) stelde hij zich niet langer kandidaat als Kamerlid, en werd hij gedeputeerde in Noord-Holland. Hij is benoemd tot Ridder in de Orde van de Nederlandse Leeuw en in 1923 tot Commandeur in de Orde van Oranje-Nassau. Na zijn overlijden in 1926 werd hij gecremeerd.